# Wybory parlamentarne w Albanii w 1991 roku

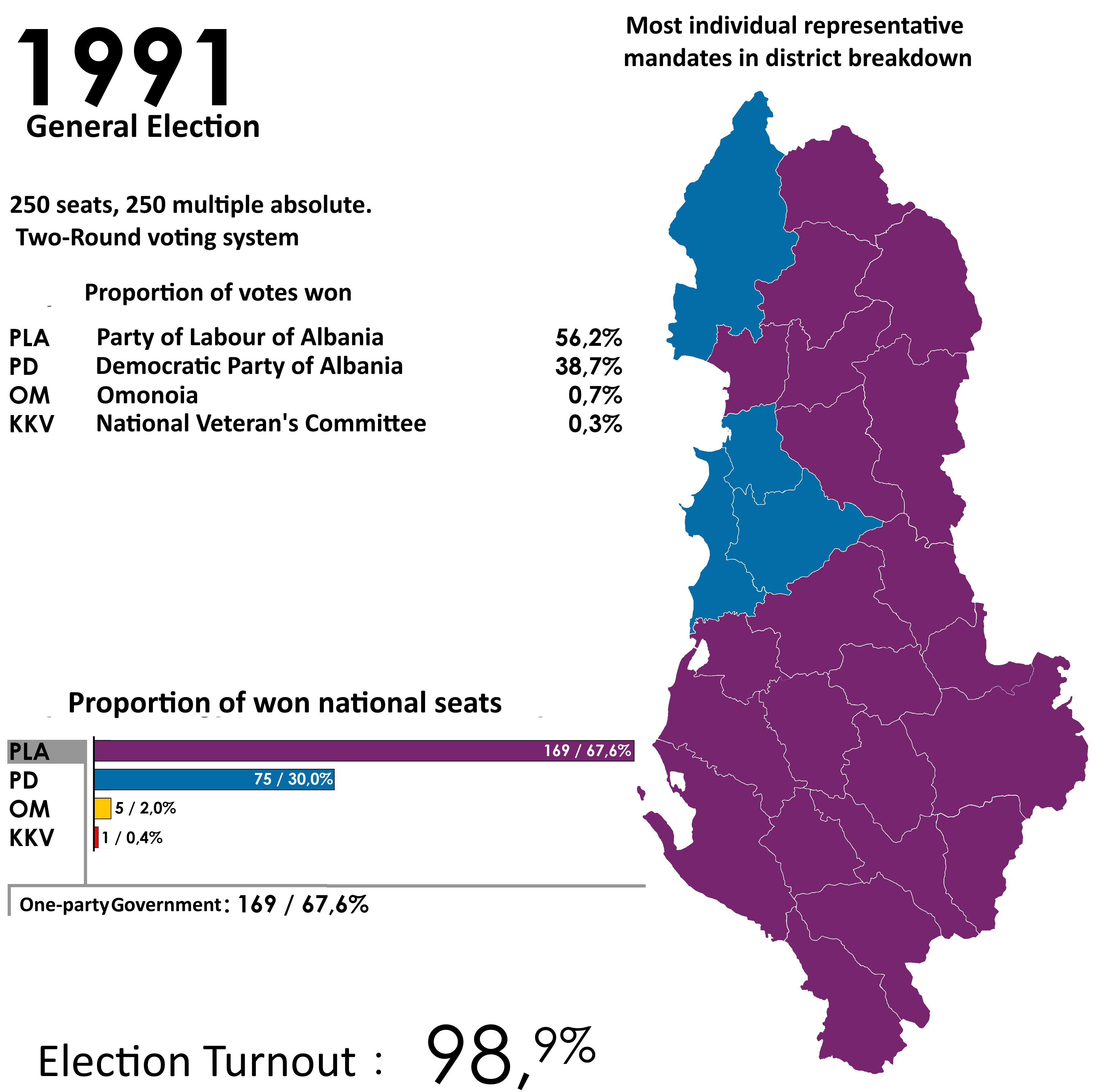
Mapa wyborów

Wybory parlamentarne w Albanii w 1991 roku – wybory do albańskiego Zgromadzenia Ludowego XII kadencji, przeprowadzone 31 marca, 7 kwietnia i 14 kwietnia 1991 roku, zakończone zwycięstwem Albańskiej Partii Pracy.
Wybory w 1991 były pierwszymi od ponad 50 lat wyborami wielopartyjnymi do albańskiego parlamentu. Zalegalizowana w grudniu 1990 pierwsza partia opozycyjna Demokratyczna Partia Albanii wystąpiła przeciwko komunistycznej APP, rządzonej przez spadkobierców Envera Hodży. Na prośbę opozycji datę wyborów przesunięto o miesiąc (początkowo miały się odbyć 10 lutego 1991). APP w toku swojej kampanii przekonywało do łagodnej transformacji, bez radykalnych zmian własnościowych. Demokratyczna opozycja postulowała integrację ze strukturami europejskimi, poprawę warunków życia i reprywatyzację ziemi. 
Na listach wyborczych zarejestrowano 1074 kandydatów. Według oficjalnych danych w wyborach wzięło udział 97% uprawnionych do głosowania (wcześniej udział w wyborach był obowiązkowy). Mimo rosnącej popularności opozycji, szczególnie w miastach północnej części kraju nie była ona w stanie zagrozić dominacji komunistów, którzy uzyskali poparcie elektoratu wiejskiego, ale także środkowej i południowej części kraju. Istotną rolę odegrała także kwestia dominacji komunistów w mediach i krótki okres kampanii. Prasa niezależna, wydawana przez struktury Demokratycznej Partii Albanii (Rilindja Demokratike) poza Szkodrą i Tiraną miała niewielkie grono czytelników.
Albańska Partia Pracy zdobyła 149 mandatów w Zgromadzeniu (wraz ze sprzymierzonymi stowarzyszeniami - 169). W 13 okręgach wyborczych APP zdobyła wszystkie mandaty (Fier, Gramsh, Kolonja, Kukës, Librazhd, Mat, Mirdita, Permet, Pogradec, Puka, Skrapar, Tepelena, Tropoja). Demokratyczna Partia Albanii uzyskała 75 mandatów, wygrywając wybory w Durrësie, Szkodrze i Tiranie. Pięć mandatów przypadło organizacji Omonia, reprezentującej mniejszość grecką, jeden mandat zdobył deputowany niezależny. W gronie 250 deputowanych znalazło się 9 kobiet. Największą grupę zawodową wśród deputowanych stanowili przedstawiciele zawodów rolniczych (agronomowie i weterynarze) - 62 osoby. Aż 226 deputowanych było parlamentarnymi nowicjuszami.
Przewodniczącym nowego parlamentu został wybrany deputowany APP - Kastriot Islami. 29 kwietnia 1991 uchwalono zmiany w konstytucji, które m.in. wprowadzały urząd prezydenta. Narastający kryzys społeczno-polityczny i postępująca polaryzacja społeczeństwa spowodowała, że parlament wybrany w 1991 przetrwał niespełna rok i został rozwiązany przed upływem kadencji.

## Oficjalne wyniki wyborów
|  | Komitet Wyborczy              | Procent oddanych głosów | Liczba mandatów |
|  | ----------------------------- | ----------------------- | --------------- |
|  | Albańska Partia Pracy         | 56.17                   | 149             |
|  | Demokratyczna Partia Albanii  | 38.71                   | 75              |
|  | Front Demokratyczny           | 4.3                     | 11              |
|  | Federacja Związków Zawodowych | b.d.                    | 6               |
|  | Organizacja Omonia            | 0.73                    | 5               |
|  | Związek Kobiet                | b.d.                    | 2               |
|  | Narodowy Komitet Weteranów    | 0.28                    | 1               |
|  | Razem                         | 100                     | 250             |